# Протасов Олег Валерійович
Оле́г Вале́рійович Прота́сов (4 лютого 1964 Дніпропетровськ, Українська РСР, СРСР) — радянський і український футболіст, тренер та футбольний функціонер. Заслужений майстер спорту СРСР (1988). За збірну Радянського Союзу зіграв 68 ігор, забив 28 м'ячів. За збірну України зіграв 1 гру. Другий найкращий бомбардир у історії команди СРСР після Олега Блохіна. Володар «Срібного бутса» 1985 року. Найкращий футболіст СРСР 1987. Віце-чемпіон Європи 1988. Зять Євгена Лемешка.

## Життєпис

### Нападник
Народився 4 лютого 1964 року в Дніпропетровську. Вихованець футбольної школи «Дніпро-75». Перші тренери — Борис Дановський та Ігор Вітрогонов. Ще у 1978 році відомий тренер Гаврило Качалін після гри юнацьких команд «Дніпра» та московського «Динамо» відзначив дії швидкого нападника Олега Протасова та талановитого Геннадія Литовченка у складі «дніпрян».
У своєму першому сезоні (1982) 18-річний нападник зіграв 4 гри та забив 1 гол. У 1983 році Протасов став уже гравцем основного складу і забив 7 голів у 22 матчах, а «Дніпро» вперше у історії стало чемпіоном СРСР. Тоді у лінії нападу партнерами Протасова були Олег Таран та Володимир Лютий. Наступного року він провів у першості 17 м'ячів та дебютував у головній збірній країни (28 березня 1984, ФРН — СРСР — 2:1).

Олег Протасов зі срібним бутсом

1985-й рік став особливим у кар'єрі Олега Протасова — форвард забив 35 голів (у проведених 33 іграх) у чемпіонаті СРСР і побив рекорд «спартаківця» Микити Симоняна (34 голи), який тримався від 1950 року. За таку результативність нападник отримав «Срібний бутс» «France Football» (переміг голландець Марко ван Бастен — 37 м'ячів). Коли в грудні «France Football» вибирав лауреата «Золотого м'яча», радянський футболіст посів 7-е місце серед найкращих гравців Європи.
Дніпропетровець був у складі збірної СРСР на чемпіонаті світу у Мексиці 1986. Але головною ударною силою «сборної» були Бєланов та Заваров, тому Олег провів на турнірі тільки одну гру — проти Канади.
У 1987 році «Дніпро» під керівництвом Євгена Кучеревського посів 2-ге місце у чемпіонаті СРСР, а Протасов став найкращим голеадором першості, забивши 18 м'ячів.
Перед початком сезону 1988 лідери команди Литовченко та Протасов перейшли до «Динамо» (Київ), яке тренував Валерій Лобановський — наставник збірної Радянського Союзу. У середині 80-х років динамівці були фундаментом головної команди країни, а перехід ще 2 гравців збірної до лав «Динамо» допомогло зміцнити колектив. Попри не надто високу результативність того року (11 голів), головним успіхом було «срібло» на чемпіонаті Європи 1988. Там Олег вже був незамінним гравцем «основи» і, забивши 2 м'ячі, поділив титул другого найкращого бомбардира турніру. Найкращим став голландський нападник Марко ван Бастен, який запам'ятався феноменальним голом у ворота Ріната Дасаєва у фіналі.
У самому кінці 1980-х років, після початку «перебудови» чимало радянських футболістів вирушало грати за кордон. Олег Протасов разом з Геннадієм Литовченком та Юрієм Савичевим поїхали до Грецію — у «Олімпіакос». Їх запросив новопризначений наставник команди Олег Блохін. Дніпровець грав на пристойному рівні, але після розпаду СРСР нападника зовсім не викликали до збірної України, з інших республік (наприклад, Росії) пропозицій теж не було, тому й зіграв він за «синьо-жовтих» тільки 1 гру (7 вересня 1994 року проти Литви).
Потім нападник два сезони — 1994 і 1995 — провів у Японії, граючи за команду «Ґамба Осака». Разом із ним у той час за клуб виступали такі колишні футболісти збірної СРСР, як Ахрік Цвейба та Сергій Алейніков.
Повернувшись до вже знайомої Греції, Протасов виступав у менших командах — «Верії» та «Проодефтікі». Забивши за ці колективи ще сумарні 16 голів, Олег зумів потрапити до списку 100 найкращих бомбардирів чемпіонату Греції за підсумками усього XX сторіччя.

### Тренер
На початку 2003 року очолив «Олімпіакос» і виграв з клубом чемпіонат Греції. Але наступного сезону команда невпевнено виступала у Лізі чемпіонів й після поразки «Олімпіакоса» у внітрішній першості від «АЕКа» (0:1) Протасова звільнено в березні 2004 року. Після короткотривалої роботи у кіпрському «АЕЛі» українського тренера запросили до «Стяуа» (Бухарест). Румунська команда йшла на другому місці у чемпіонаті і вийшла до 1/16 Кубка УЄФА, але керівництво вирішило позбутися наставника. У грудні 2005 року Олег Протасов підписав контракт з рідною командою «Дніпро» (Дніпропетровськ) (після того як посаду головного тренера залишив багаторічний керманич Євген Кучеревський). Команда посіла 6-е місця у першості 2005/06 та 4-е у наступному сезоні.
У чемпіонаті 2007/08 «Дніпро» та «Металіст» (Харків) почали реально боротися за одне з перших двох місць у чемпіонаті, які до того кілька років поспіль ділили тільки «Динамо» та «Шахтар». Після таких успіхів Олега Протасова називали серед кандидатів на пост головного тренера збірної України після відставки Олега Блохіна у грудні 2007 року.
У листопаді 2011 р. став головним тренером казахської «Астани», замінивши німецького фахівця Хольгера Фаха. Перед 48-річним фахівцем стояло завдання виграти чемпіонат і отримати путівку в Лігу чемпіонів. Однак, невдалий старт (8 очок в 7 зіграних матчах, 9-е місце з 14 можливих) перервав роботу Протасова в Казахстані. Приводом для звільнення стала домашня поразка від аутсайдера казахстанської ліги «Окжетпеса» — 1:4, який здобув у Астані перші очки в турнірі.
В 2015 Протасов домовився про контракт із грецьким «Арісом», але у зв'язку зі змінами у менеджменті клубу угоду було розірвано через 15 хвилин після її оголошення.
У березні 2017 року призначений на посаду технічного директора Федерації футболу України.

## Титули та досягнення

### Гравця
- Чемпіон СРСР: 1983 і 1990
- Кубок СРСР: 1990.
- Кубок Греції: 1992
- Суперкубок Греції: 1992
- Віце-чемпіон Європи: 1988
- найкращий футболіст СРСР: 1987
- найкращий бомбардир чемпіонату СРСР: 1985, 1987 та 1990
- у списку 33-х найкращих футболістів СРСР — 7 разів (4 рази — № 1)
- учасник чемпіонатів світу 1986 та 1990

### Тренера
- Чемпіон Греції: 2003

## Бомбардирські досягнення
- Найкращий бомбардир в історії клубу «Дніпро» Дніпропетровськ — 108 голів у 170 іграх. Він же став найрезультативнішим за сезон — 40 голів у 1985 році. Середня результативність: 0,62 забитих голів за матч[7].

- Другий найкращий голеадор збірної Радянського Союзу в історії (поступається лише Олегові Блохіну) — 29 м'ячів, 68 ігор. Середня результативність: 0,43 забитих голів за матч.

- Другий у списку «Клубу імені Григорія Федотова»(Клуб Григорія Федотова), який фіксує найкращих бомбардирів всіх часів у чемпіонатах СРСР та Росії (сумують усі м'ячі, забиті гравцем за свій клуб у чемпіонаті, Кубку країни та євротурнірах і голи за збірну).

- 8-е місце у списку найкращих бомбардирів радянської вищої ліги за всі роки — 125 голів, 218 матчів. Цього він досяг лише за 9 сезонів — 1982—1990. Середня результативність: 0,57 забитих голів за матч[8].

- Входить у сотню найуспішніших голеадорів чемпіонату Греції у XX сторіччі — за команди «Олімпіакос», «Верія» та «Проодефтікі» Олег Протасов разом здобув 62 голи у 175 поєдинках. Середня результативність: 0,35 забитих голів за матч.[9]

- Член Клубу бомбардирів Олега Блохіна — 275 голів

Член № 1 Клубу бомбардирів Олега Протасова — 103 голи.

## Статистика виступів

### Клубна
| Клуб              | Сезон             | Чемпіонат | Чемпіонат | Кубок | Кубок | Конт. | Конт. | Всього | Всього |
| Клуб              | Сезон             | Ігри      | Голи      | Ігри  | Голи  | Ігри  | Голи  | Ігри   | Голи   |
| ----------------- | ----------------- | --------- | --------- | ----- | ----- | ----- | ----- | ------ | ------ |
| «Дніпро» (Д)      | 1982              | 4         | 1         | -     | -     | -     | -     | 4      | 1      |
| «Дніпро» (Д)      | 1983              | 21        | 7         | 2     | 0     | -     | -     | 23     | 7      |
| «Дніпро» (Д)      | 1984              | 34        | 17        | 2     | 2     | 6     | 0     | 42     | 19     |
| «Дніпро» (Д)      | 1985              | 33        | 35        | 2     | 1     | 6     | 4     | 41     | 40     |
| «Дніпро» (Д)      | 1986              | 23        | 17        | 1     | 1     | 2     | 0     | 26     | 18     |
| «Дніпро» (Д)      | 1987              | 30        | 18        | 4     | 3     | -     | -     | 34     | 21     |
| «Динамо» (К)      | 1988              | 29        | 11        | 5     | 2     | -     | -     | 34     | 13     |
| «Динамо» (К)      | 1989              | 26        | 7         | 6     | 2     | 3     | 1     | 35     | 10     |
| «Динамо» (К)      | 1990              | 16        | 12        | 1     | 1     | -     | -     | 17     | 13     |
| «Олімпіакос»      | 1990-91           | 29        | 11        | 2     | 1     | -     | -     | 31     | 12     |
| «Олімпіакос»      | 1991-92           | 21        | 15        | 6     | 3     | -     | -     | 27     | 18     |
| «Олімпіакос»      | 1992-93           | 24        | 14        | 9     | 3     | 4     | 1     | 37     | 18     |
| «Олімпіакос»      | 1993-94           | 9         | 8         | 4     | 1     | 1     | 0     | 14     | 9      |
| «Гамба Осака»     | 1994              | 27        | 11        | 4     | 4     | 3     | 0     | 34     | 15     |
| «Гамба Осака»     | 1995              | 28        | 13        | -     | -     | -     | -     | 28     | 13     |
| «Верія»           | 1997              | 30        | 4         | 4     | 1     | -     | -     | 34     | 5      |
| «Верія»           | 1998              | 32        | 7         | 1     | 0     | -     | -     | 33     | 7      |
| «Проодефтікі»     | 1998              | 28        | 5         | -     | -     | -     | -     | 28     | 5      |
| Всього за кар'єру | Всього за кар'єру | 444       | 213       | 53    | 25    | 25    | 6     | 522    | 244    |

### Матчі за збірні
| Дата       | Місто              | Господарі      | Результат               | Гості      | Турнір             | Голи | Примітки |
| ---------- | ------------------ | -------------- | ----------------------- | ---------- | ------------------ | ---- | -------- |
| 28-3-1984  | Ганновер           | ФРН            | 2 – 1                   | СРСР       | товариський матч   | -    | 63'      |
| 15-5-1984  | Коувола            | Фінляндія      | 1 – 3                   | СРСР       | товариський матч   | 1    | 50'      |
| 2-6-1984   | Лондон             | Англія         | 0 – 2                   | СРСР       | товариський матч   | 1    | 87'      |
| 19-8-1984  | Санкт-Петербург    | СРСР           | 3 – 0                   | Мексика    | товариський матч   | -    | 79'      |
| 10-10-1984 | Осло               | Норвегія       | 1 – 1                   | СРСР       | Відбір до ЧС 1986  | -    |          |
| 21-1-1985  | Кочі               | КНР            | 2 – 3                   | СРСР       | товариський матч   | -    |          |
| 28-1-1985  | Кочі               | Іран           | 0 – 2                   | СРСР       | товариський матч   | 1    | 80'      |
| 2-2-1985   | Кочі               | Марокко        | 0 – 1                   | СРСР       | товариський матч   | -    |          |
| 27-3-1985  | Тбілісі            | СРСР           | 2 – 0                   | Австрія    | товариський матч   | 1    |          |
| 17-4-1985  | Берн               | Швейцарія      | 2 – 2                   | СРСР       | Відбір до ЧС 1986  | -    |          |
| 2-5-1985   | Москва             | СРСР           | 4 – 0                   | Швейцарія  | Відбір до ЧС 1986  | 2    |          |
| 5-6-1985   | Копенгаген         | Данія          | 4 – 2                   | СРСР       | Відбір до ЧС 1986  | 1    |          |
| 7-8-1985   | Москва             | СРСР           | 2 – 0                   | Румунія    | товариський матч   | 1    | 80'      |
| 28-8-1985  | Москва             | СРСР           | 1 – 0                   | ФРН        | товариський матч   | -    | 87'      |
| 25-9-1985  | Москва             | СРСР           | 1 – 0                   | Данія      | Відбір до ЧС 1986  | 1    |          |
| 16-10-1985 | Москва             | СРСР           | 2 – 0                   | Ірландія   | Відбір до ЧС 1986  | 1    |          |
| 30-10-1985 | Москва             | СРСР           | 1 – 0                   | Норвегія   | Відбір до ЧС 1986  | -    | 85'      |
| 23-4-1986  | Тімішоара          | Румунія        | 2 – 1                   | СРСР       | товариський матч   | -    |          |
| 7-5-1986   | Москва             | СРСР           | 0 – 0                   | Фінляндія  | товариський матч   | -    | 46'      |
| 9-6-1986   | Ірапуато           | Канада         | 0 – 2                   | СРСР       | ЧС 1986 - 1-й етап | -    | 56'      |
| 18-2-1987  | Суонсі             | Уельс          | 0 – 0                   | СРСР       | товариський матч   | -    | 75'      |
| 18-4-1987  | Тбілісі            | СРСР           | 1 – 3                   | Швеція     | товариський матч   | -    | 46'      |
| 29-4-1987  | Київ               | СРСР           | 2 – 0                   | НДР        | Відбір до ЧЄ 1988  | -    | 86'      |
| 3-6-1987   | Осло               | Норвегія       | 0 – 1                   | СРСР       | Відбір до ЧЄ 1988  | -    | 78'      |
| 29-8-1987  | Белград            | Югославія      | 0 – 1                   | СРСР       | товариський матч   | -    |          |
| 9-9-1987   | Москва             | СРСР           | 1 – 1                   | Франція    | Відбір до ЧЄ 1988  | -    |          |
| 23-9-1987  | Москва             | СРСР           | 3 – 0                   | Греція     | товариський матч   | 1    |          |
| 10-10-1987 | Східний Берлін     | НДР            | 1 – 1                   | СРСР       | Відбір до ЧЄ 1988  | -    |          |
| 28-10-1987 | Москва             | СРСР           | 2 – 0                   | Ісландія   | товариський матч   | 1    |          |
| 20-2-1988  | Барі               | Італія         | 4 – 1                   | СРСР       | товариський матч   | -    | 46'      |
| 23-3-1988  | Марусі             | Греція         | 0 – 4                   | СРСР       | товариський матч   | 3    |          |
| 31-3-1988  | Західний Берлін    | Аргентина      | 2 – 4                   | СРСР       | товариський матч   | 2    |          |
| 2-4-1988   | Західний Берлін    | Швеція         | 2 – 0                   | СРСР       | товариський матч   | -    |          |
| 27-4-1988  | Трнава             | Чехословаччина | 1 – 1                   | СРСР       | товариський матч   | 1    |          |
| 1-6-1988   | Москва             | СРСР           | 2 – 1                   | Польща     | товариський матч   | 1    |          |
| 12-6-1988  | Кельн              | СРСР           | 1 – 0                   | Нідерланди | ЧЄ 1988 - 1-й етап | -    |          |
| 15-6-1988  | Ганновер           | Ірландія       | 1 – 1                   | СРСР       | ЧЄ 1988 - 1-й етап | 1    |          |
| 18-6-1988  | Франкфурт-на-Майні | Англія         | 1 – 3                   | СРСР       | ЧЄ 1988 - 1-й етап | -    | 42'      |
| 22-6-1988  | Штутгарт           | СРСР           | 2 – 0                   | Італія     | ЧЄ 1988 - півфінал | 1    |          |
| 25-6-1988  | Мюнхен             | Нідерланди     | 2 – 0                   | СРСР       | ЧЄ 1988 - Фінал    | -    | 71'      |
| 17-8-1988  | Турку              | Фінляндія      | 0 – 0                   | СРСР       | товариський матч   | -    | 55'      |
| 31-8-1988  | Рейк'явік          | Ісландія       | 1 – 1                   | СРСР       | Відбір до ЧС 1990  | -    |          |
| 21-9-1988  | Дюссельдорф        | ФРН            | 1 – 0                   | СРСР       | товариський матч   | -    |          |
| 19-10-1988 | Київ               | СРСР           | 2 – 0                   | Австрія    | Відбір до ЧС 1990  | -    | 82'      |
| 21-11-1988 | Дамаск             | Сирія          | 0 – 2                   | СРСР       | товариський матч   | -    | 70'      |
| 23-11-1988 | Ель-Кувейт         | Кувейт         | 0 – 1                   | СРСР       | товариський матч   | -    | 61'      |
| 27-11-1988 | Ель-Кувейт         | Кувейт         | 0 – 2                   | СРСР       | товариський матч   | 1    | RK       |
| 21-2-1989  | Софія (місто)      | Болгарія       | 1 – 2                   | СРСР       | товариський матч   | -    |          |
| 22-3-1989  | Ейндговен          | Нідерланди     | 2 – 0                   | СРСР       | Відбір до ЧС 1990  | -    |          |
| 26-4-1989  | Київ               | СРСР           | 3 – 0                   | НДР        | Відбір до ЧС 1990  | 1    |          |
| 10-5-1989  | Стамбул            | Туреччина      | 0 – 1                   | СРСР       | Відбір до ЧС 1990  | -    | 88'      |
| 31-5-1989  | Москва             | СРСР           | 1 – 1                   | Ісландія   | Відбір до ЧС 1990  | -    | 83'      |
| 6-9-1989   | Відень             | Австрія        | 0 – 0                   | СРСР       | Відбір до ЧС 1990  | -    |          |
| 8-10-1989  | Хемніц             | НДР            | 2 – 1                   | СРСР       | Відбір до ЧС 1990  | -    |          |
| 15-11-1989 | Сімферополь        | СРСР           | 2 – 0                   | Туреччина  | Відбір до ЧС 1990  | 2    |          |
| 20-2-1990  | Лос-Анджелес       | Колумбія       | 0 – 0 д.ч. (4 – 2 п.п.) | СРСР       | товариський матч   | -    |          |
| 22-2-1990  | Лос-Анджелес       | Коста-Рика     | 1 – 2                   | СРСР       | товариський матч   | -    |          |
| 24-2-1990  | Пало-Альто         | США            | 1 – 3                   | СРСР       | товариський матч   | 1    | 46'      |
| 28-3-1990  | Київ               | СРСР           | 2 – 1                   | Нідерланди | товариський матч   | 1    | 61'      |
| 16-5-1990  | Рамат-Ган          | Ізраїль        | 3 – 2                   | СРСР       | товариський матч   | -    |          |
| 9-6-1990   | Барі               | Румунія        | 2 – 0                   | СРСР       | ЧС 1990 - 1-й етап | -    |          |
| 13-6-1990  | Неаполь            | Аргентина      | 2 – 0                   | СРСР       | ЧС 1990 - 1-й етап | -    | 74'      |
| 18-6-1990  | Барі               | Камерун        | 0 – 4                   | СРСР       | ЧС 1990 - 1-й етап | 1    | 75'      |
| 29-8-1990  | Москва             | СРСР           | 1 – 2                   | Румунія    | товариський матч   | -    | 46'      |
| 12-9-1990  | Москва             | СРСР           | 2 – 0                   | Норвегія   | Відбір до ЧЄ 1992  | -    |          |
| 3-11-1990  | Рим                | Італія         | 0 – 0                   | СРСР       | Відбір до ЧЄ 1992  | -    | 69'      |
| 12-10-1991 | Москва             | СРСР           | 0 – 0                   | Італія     | Відбір до ЧЄ 1992  | -    | 69'      |
| 13-11-1991 | Ларнака            | Кіпр           | 0 – 3                   | СРСР       | Відбір до ЧЄ 1992  | 1    | 70'      |
| Усього     |                    | Матчів         | 68                      |            | Голів (2 місце)    | 29   |          |

| Дата     | Місто | Господарі | Результат | Гості | Турнір            | Голи | Примітки |
| -------- | ----- | --------- | --------- | ----- | ----------------- | ---- | -------- |
| 7-9-1994 | Київ  | Україна   | 0 – 2     | Литва | Відбір до ЧЄ 1996 | -    |          |
| Усього   |       | Матчів    | 1         |       | Голів             | 0    |          |

## Цікаві факти
- Протасов народився практично на тій самій вулиці (за кілька кварталів від іншого будинку), де 5 років до того з'явився на світ Анатолій Дем'яненко.[11][12]
- Після сезону 1985 року про Протасова склали вірш:

|  | Два прориви – два голи! Отака робота! Де такі майстри були Бити по воротах? А голландцям з того часу Щось погано спиться: Кажуть, буцім-то Протасов Їм і досі сниться! |